# Kerry (traghetto)
Kerry è una nave traghetto ro-ro, dal 2022 in servizio per la compagnia Baleària. Costruita nel 2001, dal varo ha portato i nomi di Cartour, Vinashin Prince, Hoa Sen, Stena Egeria e Af Michela.

## Caratteristiche
La nave può trasportare 350 passeggeri, è lunga 186 metri, larga 25 e può raggiungere i 24 nodi di velocità (corrispondenti a circa 44 km/h).

## Servizio

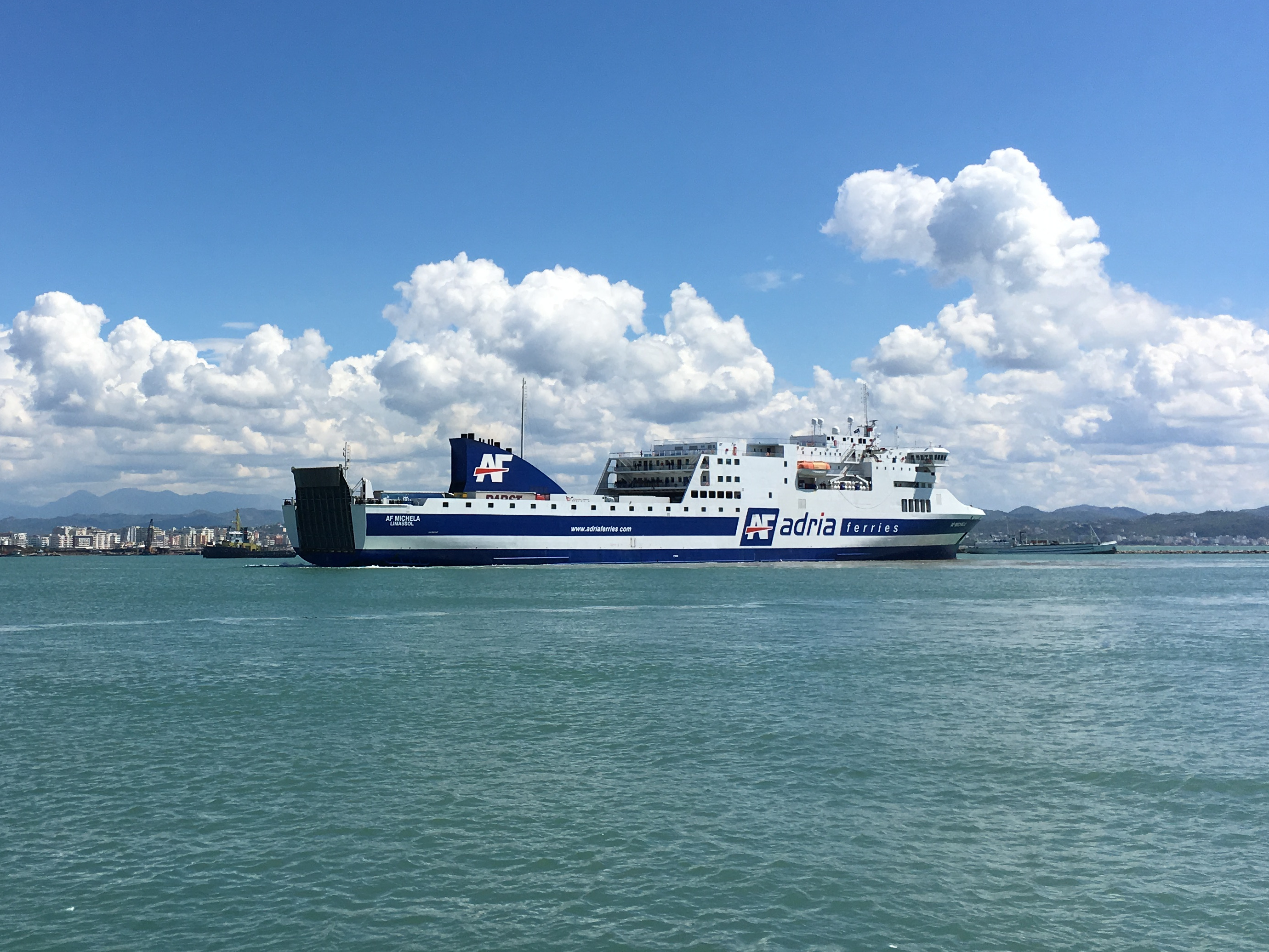
AF Michela in servizio per Adria Ferries a Durazzo nel 2019.

La nave fu varata l'8 aprile 2001 presso i cantieri navali Visentini, con il nome di Cartour. Nell'ottobre dello stesso anno entrò in servizio per la Caronte & Tourist sul collegamento Messina - Salerno. Fu venduta nel 2007 alla compagnia vietnamita Vinashin Ocean Shipping, venendo rinominata Vinashin Prince e, in seguito, Hoa Sen. Con questo nome la nave fu impiegata per collegare Ho Chi Minh e Haiphong. Nel 2014 la nave fu ceduta alla svedese Stena, prendendo il nome di Stena Egeria ed entrando in servizio tra i porti di Yantai (Cina) e Pyeongtaek (Corea del Sud).
Terminato questo servizio nell'estate 2017, la nave fece ritorno in Europa. A ottobre la Stena Egeria fu noleggiata per un periodo di un anno ad Adria Ferries, andando a sostituire la Bridge sui collegamenti per Durazzo da Ancona e Trieste. Prima di entrare in servizio per la compagnia italiana, la nave fu rinominata AF Michela.
A Ottobre 2019, al termine del noleggio, dopo due anni di servizio per Adria Ferries,  viene restituita a Stena line.
Dal Novembre del 2019 al Dicembre 2020, il traghetto ha navigato per conto di Brittany Ferries, per poi essere spostato nella flotta DFDS fino a gennaio 2022.
Da febbraio 2022 è in servizio con la compagnia spagnola Baleària.